# Halltorps församling
Halltorps församling var en församling inom Södra Möre kontrakt i Växjö stift inom Svenska kyrkan, i Kalmar kommun. Församlingen uppgick 2010 i Halltorp-Voxtorps församling.
Församlingskyrka var Halltorps kyrka.

## Administrativ historik
Församlingen har medeltida ursprung med en kyrka från 1200-talet. 
Församlingen ingick en tid på 1500-talet i Söderåkra pastorat, senare fram till 1961 bildade församlingen pastorat med Voxtorps församling, för att från 1962 ingå i Arby pastorat. 1 januari 2010 uppgick församlingen i Halltorp-Voxtorps församling.
Församlingskod var 088011.

## Series pastorum
| Ämbetstid              | Namn                        | Levnadstid             |
| (1540)–1547            | Torsten Svenonis            | d. 1564                |
| (1552)–(1553)          | Peder                       |                        |
| 1553–(1565)            | Andreas                     |                        |
| 1567–1572              | Matthias Andreae            | d. omkr. 1611          |
| 1572–1616 (1630)       | Olaus Caroli                | d. 1630                |
| 1616–1652              | Laurentius Halateranus      | d. 1652                |
| 1654–1678              | Daniel Nicolai Ungius       | d. 1683                |
| 1678–1687              | Petrus Sigfridi Sylvinus    | 1632–1687              |
| 1688–1692              | Zacharias Sunonis Lobergius | d. 1692                |
| 1692–1697              | Petrus Olai Lindeqvist      | 1650–1697              |
| 1698–1699              | Sven Petri Wellin           | 1650–1699              |
| 1699–1713              | Johannes Brandt             | 1663–1713              |
| 1715–1733              | Nicolaus Montelius          | d. 1733                |
| 1734–1779              | Petrus Laurentii Landerbeck | 1699–1779              |
| 1780–1787              | Samuel Passenius            | 1731–1787              |
| 1790–1808              | Olof Duse                   | 1740–1808              |
| 1810–1818              | Carl Magnus Lundberg        | 1755–1818              |
| 1820–1838              | Erik Andrén                 | 1776–1838              |
| 1840–1850              | Pehr Engström               | 1790–1868              |
| 1850–1862              | Erik Sabelström             | 1797–1862              |
| 1864–1891              | Carl Gustaf Petersohn       | 1812–1891              |
| 1894–1918              | Per Alfred Bodorff          | 1846–1918              |
| 1920–1928              | Herman Werner Medin         | 1874–(åtminstone 1948) |
| 1928–1938              | Henning Bernhard Hansson    | 1867–(åtminstone 1948) |
| 1939–(åtminstone 1948) | Ivar Manfred Wiesland       | 1900–(åtminstone 1948) |

## Klockare, kantor och organister
| Ämbetstid | Namn                     | Levnadstid | Övrigt                |
| --------- | ------------------------ | ---------- | --------------------- |
| 1704-1736 | Israel Persson           |            | Klockare              |
| 1736-1753 | Anders Danielsson        |            | Klockare              |
| 1763-1777 | Anders Hagelberg         |            | Klockare              |
| 1777-1790 | Sven Andersson Hagelberg |            | Klockare              |
| 1790-1793 | Jonas Jonasson           | 1749-      | Klockare              |
| 1793-1813 | Jonas Lennartsson        | 1764-      | Klockare              |
| 1825-1827 | Peter Carlsson           | 1774-1827  | Klockare              |
| 1827-1841 | Peter Adolf Sandstedt    | 1801-      | Klockare och organist |
| 1842-1850 | Lars August Ahlstedt     | 1820-      | Klockare och organist |